# 10 (4) Królewskohucki Pułk Piechoty im. Czwartaków
10 (4) Królewskohucki Pułk Piechoty im. Czwartaków – pułk piechoty polskiej okresu III powstania śląskiego.

## Historia
Sformowany w miejscowości Lipiny jako grupa taktyczna, już w nocy z 2/3 maja pododdział z tej grupy pod dowództwem Henryka Majętnego przystąpił do opanowania Królewskiej Huty, lecz po interwencji wojsk koalicyjnych wycofał się Lipin. 
Ponownie w związku z działaniami niemieckich bojówek w dniu 7 maja oddziały grupy opanowały Królewską Hutę wypierając z niej niemieckie bojówki. Następnie za zgodą władz międzysojuszniczych kontrolował miasto. W dniu 10 maja otrzymał numer 4 a następnie 10 w Grupie „Wschód”. 
Pod koniec maja został skierowany na front wchodząc w skład 1 Dywizji Wojsk Powstańczych. W dniu 2 czerwca 1921 roku zajął pozycję obronną na linii: Januszkowice – Raszowa – Łąki Kozielskie – Cisowa, liczył wtedy około 2400 żołnierzy. W czasie zajmowania tych pozycji został on zaatakowany przez wojska niemiecki ulegając częściowemu rozproszeniu. Pozostałe siły pułku wycofując się prowadziły walki obronne.
Wkrótce po tym pułk został wycofany z frontu do miejscowości Szywałd i do końca powstania brał udział w tzw. cernowaniu Gliwic. 
W czasie likwidacji III powstania śląskiego przeszedł do Królewskiej Huty i został tam rozwiązany.

## Obsada pułku
- Dowódca – Karol Gajdzik
- Zastępca dowódcy – Leon Dopierała, od 9 czerwca 1921 – Roman Horoszkiewicz
- Dowódca 1 batalionu – Jan Wilim
- Dowódca 2 batalionu – Henryk Majętny
- Dowódca 3 batalionu – P. Gajka
- Dowódca 4 batalionu – Alojzy Starzyński